# أريك براون
أريك براون Arik Braun (ولد في 8 فبراير 1988) لاعب شطرنج ألماني يحمل لقب أستاذ كبير.
- فاز ببطولة العالم تحت 18 سنة في عام 2006.
- فاز ببطولة ألمانيا للشطرنج في عام 2009.
- فاز ببرونزية في بطولة العالم للشطرنج للشباب عام 2008 المقامة في غازي عنتاب.

## وصلات خارجية
- أريك براون على موقع الاتحاد الدولي للشطرنج (الإنجليزية)
- أريك براون على موقع مباريات الشطرنج (الإنجليزية)
- أريك براون على موقع 365Chess.com (الإنجليزية)
- أريك براون على موقع Chesstempo.com (الإنجليزية)
- أريك براون سجل أولمبياد الشطرنج على موقع OlimpBase.org (الإنجليزية)